# よかろう亭殺人事件
よかろう亭殺人事件（よかろうていさつじんじけん）とは、1952年9月15日にアメリカ占領下の沖縄の嘉手納村（現嘉手納町）で発生した殺人事件。

## 事件の概要
1952年9月15日午前4時、嘉手納村の居酒屋「よかろう亭」に二人の男（NとY）がやってきた。そして、ラストオーダーの時間は既に過ぎているのにもかかわらず、無理やり中に入ってビールを注文し、飲み始めた。
午前5時30分頃、Nは米軍基地から盗んだ拳銃を取り出し、女性従業員に向けて発砲する真似をし始めた。女性従業員は驚いて逃げると、Nは逆上して本当に発砲した。この銃弾は運悪くトイレから戻ってきた別の男性に命中した。ほとんど即死状態であった。NとYは青ざめて、そのまま逃走した。
琉球警察コザ警察署（現沖縄警察署）は、即座にNとYの身元を割り出し、Yをまもなく逮捕した。しかし、Nは依然として逃走中であった。そのため嘉手納村一帯を山狩りすることになった。
9月19日午後2時20分ごろ、Nは遂に観念し、潜伏していた小屋の中で自殺、事件は5日目にして解決した。

## 犯人の生い立ち
犯人のNは、以前は米軍の軍作業の仕事をしており、妻や子どももいた。しかしNは不良との付き合いがあり、軍作業を辞めてからは、不良仲間とともに戦果アギャー（米軍基地に忍び込み、物資を盗むこと）で生計を立てている状態であった。
事件1ヶ月前、基地に忍び込んだNは米兵に見つかり、発砲されて右足を負傷した。この頃から夫婦喧嘩が始まるようになった。そして事件当日も喧嘩して家を飛び出し、友人のYとともに「よかろう亭」に行って事件が発生した。